# Tatort: Waldlust
Waldlust ist ein Fernsehfilm aus der Krimireihe Tatort. Der vom SWR produzierte Beitrag wurde am 4. März 2018 im Ersten ausgestrahlt. In dieser 1050. Tatort-Folge ermittelt die Ludwigshafener Kommissarin Lena Odenthal ihren 67. Fall.

## Handlung
Lena Odenthal und ihre Kollegen Johanna Stern, Peter Becker und Edith Keller besuchen am Wochenende eine Fortbildungsveranstaltung im Schwarzwald. Das Coachingseminar mit dem Psychologen Simon Fröhlich findet im abgelegenen und heruntergekommenen Hotel Lorenzhof statt. In dem Hotel leben neben dem wortkargen Hotelier Bert Lorenz dessen Nichte Dorothee und die greise Schauspielerin Lilo Viadot. Lorenz war wegen Mordes an seiner Schwägerin Waltraud 15 Jahre lang in Haft. Sein Bruder Heinrich, Waltrauds Mann, ist seit damals verschwunden. Waltrauds und Heinrichs Tochter Dorothee, die autoaggressive Neigungen hat, befindet sich seit Jahren in psychiatrischer Behandlung, unter anderem bei Fröhlich, mit dem sie eine Affäre hat, was Fröhlich seiner Seminargruppe zunächst verheimlicht.
Beim Abendessen wird im Gemüse ein menschlicher Fingerknochen gefunden. Bald tauchen noch mehr Knochen und Hinweise auf ein lange zurückliegendes Verbrechen auf. Odenthal ruft alle drei Bewohner des Hauses zusammen. Dorothee beschuldigt die Viadot, einst ihre Mutter getötet zu haben, um deren Knochen es sich handeln soll. Beweisen kann sie dies jedoch nicht. Die Knochen werden den örtlichen Polizisten, dem Ehepaar Elli und Jörn Brunner, zur Untersuchung übergeben, die feststellen, dass jemand Waltrauds Grab geöffnet und offenbar Knochen entnommen hat.
Am Morgen gesteht Fröhlich seiner Seminargruppe, dass das Seminar mit Dorothee abgesprochen war und die Einnahmen seine Steuerschulden decken sollten, woraufhin das Seminar abgebrochen wird. Dorothee ist nicht auffindbar und laut Lorenz angeblich in die Stadt gefahren. Als Stern ihre Sachen packen will, wird sie niedergeschlagen und ihr Handy gestohlen, mit dem sie Beweismaterial fotografiert hatte. Odenthal findet Dorothee erhängt in ihrem Zimmer. Becker findet Anhaltspunkte, dass Dorothee ermordet worden sein könnte. Fröhlich und Lorenz sind dringend tatverdächtig. Fröhlich lässt daraufhin die Seminargruppe im Hotel zurück und flieht mit seinem Van. Unterwegs wird er von Elli Brunner aufgehalten. Wenig später schleppt er sich mit einem Messer im Rücken zurück zum Hotel und stirbt, bevor Odenthal ihn zum Tathergang befragen kann.
Am Ende stellt sich heraus, dass Elli Brunner Stern niedergeschlagen, das  Handy gestohlen sowie Dorothee und Fröhlich umgebracht hat. Sie wollte damit ihren Mann decken, der damals Waltraud und Heinrich ermordet und den Verdacht glaubwürdig auf Heinrichs Bruder gelenkt hat. Jörn Brunner hatte seinerzeit ein sexuelles Verhältnis mit Heinrich. Als dieser ihre Beziehung beenden wollte und Waltraud Lorenz zufällig dazu kam, hatte er beide vor Wut und Angst getötet. Er zeigt Odenthal und ihren Kollegen die Stelle im Wald, wo er Heinrich vergraben hat. Als Lorenz hört, wer für seine unschuldige Inhaftierung verantwortlich ist, greift er sich Elli Brunners Waffe, tötet zuerst sie, dann ihren Mann und wird daraufhin von Odenthal niedergeschossen. Lorenz wird verhaftet und muss sich nun erneut wegen Mordes verantworten.

## Hintergrund
Der Film wurde vom 24. Januar 2017 bis zum 19. Februar 2017 in Loßburg gedreht. Bei den 51. Internationalen Hofer Filmtagen zeigte Regisseur Axel Ranisch erstmals den neuen Tatort.
Wie in dem 2017 erschienenen Tatort: Babbeldasch, ebenfalls von Axel Ranisch inszeniert, sind die Dialoge des Films improvisiert. Ranisch drehte mit den Gastdarstellern Heiko Pinkowski, Ruth Bickelhaupt und Peter Trabner bereits 2011 den Independentfilm Dicke Mädchen, ebenfalls mit improvisierten Dialogen. Ruth Bickelhaupt (* 1921) ist die Großmutter des Regisseurs.
Eingespielt wurde die Musik durch die Deutsche Staatsphilharmonie Rheinland-Pfalz.

## Rezeption

### Kritiken
„Es gab [auf den Hofer Filmtagen 2017] Lichtblicke in dem Trüberlei der deutschen Produktion, darunter der neuste Axel Ranisch, an dessen Humor (liebevoll kindsköpfisch) und dessen Produktionsweise (improvisierte Dialoge) sich die Fernsehverantwortlichen immer noch nicht gewöhnt haben. […] sein neuer Film 'Waldlust' führt die Dekonstruktion der Tatort-Kommissarin Lena Odenthal noch weiter als Ranischs 'Babbeldasch': Diesmal geraten die wackeren Ermittler in ein unheimliches altes Haus, bevölkert mit Edgar-Wallace-Figuren, und das Personal wird dezimiert wie in Agatha Christies 'Zehn kleinen Negerlein'.“

„Spontaneität und Rückblenden, Improvisation und Komposition – das ist eine paradoxe Erzählanordnung. […] Was als produktiver Widerspruch gedacht gewesen sein mag, erschlägt die eh schon arg gebeutelten Filmcharaktere. Gefangen im Schnee, begraben unter Streichern: Dieses Motivationsseminar ist nach hinten losgegangen.“

Der Film-Dienst bewertete den Film mit einem von fünf möglichen Sternen und beurteilte ihn als einen „Krimi, der einem starren Konzept und teilweise überforderten Darstellern wenig schlüssig einen improvisierten Zugriff aufpfropft.“ Auch die „abstruse Handlung mit Gruselfilm-Zitaten“ trage zum Misslingen des Films bei.

### Einschaltquote
Die Erstausstrahlung von Waldlust am 4. März 2018 wurde in Deutschland von 8,23 Millionen Zuschauern gesehen und erreichte einen Marktanteil von 22,4 % für Das Erste.

## Auszeichnungen
- 2018: Deutscher Filmmusikpreis in der Kategorie Beste Musik im Film[7][8]